# Яхина, Гузель Шамилевна
Гузель Шами́левна Я́хина (тат. Гүзәл Шамил кызы Яхина; род. 1 июня 1977, Казань, Татарская АССР, РСФСР, СССР) — российская писательница. Автор романов «Зулейха открывает глаза» (2015), «Дети мои» (2018), «Эшелон на Самарканд» (2021) и «Эйзен» (2025). Дебютный роман «Зулейха открывает глаза» был экранизирован в формате одноименного сериала (2020).
Лауреат премии Правительства Российской Федерации в области культуры (2019) и ряда других премий.

## Биография
Гузель Яхина родилась 1 июня 1977 года в Казани в семье врача и инженера. До двенадцати лет она неплохо говорила по-татарски, после переезда в Москву постепенно забыла язык, кроме бытовой речи. С 14 лет училась в физико-математическом лицее № 131 и художественной школе. С 15 лет учила курсы иностранного языка — французский, немецкий, итальянский. Пошла по стопам деда и бабушки, выбрав профессию педагога: её бабушка Раиса Шакировна Шакирова работала учительницей русского языка и литературы в деревне Богатые Сабы, куда вернулась после ссылки из Красноярского края в 1946 году, а директором школы там был её муж, дед Гузели Гильмутдин Шакирзянович Гилязиев, преподававший немецкий язык. Яхина окончила факультет иностранных языков Казанского пединститута; в школьные годы начала увлекаться кинематографом, изучать сценарии.
C 1999 года жила в Москве, работала в сфере рекламного бизнеса, занимаясь PR-кампаниями, рекламой, маркетингом. Окончила сценарный факультет Московской школы кино.
Литературная деятельность Яхиной началась с публикаций рассказов в журналах «Нева» и «Октябрь» осенью 2013 года. В журнале «Сибирские огни» в 2014 году вышли главы её первого романа «Зулейха открывает глаза», который изначально создавался как учебная работа для Московской школы кино. Действие книги разворачивается в 1930-е — 1940-е годы, главная героиня — татарская женщина, которой приходится пережить коллективизацию и сталинские лагеря. Рукопись романа Яхина разослала в целый ряд издательств, но ответ (отрицательный) получила только один. Тогда писательница обратилась в литературное агентство. С его помощью книга увидела свет и оказалась успешной: «Зулейху» несколько раз перепечатывали, увеличивая тираж, она была отмечена Национальной литературной премией «Большая книга», премиями «Ясная поляна» и «Книга года».
В 2018 году стала лауреатом Международного культурного фестиваля «Русский Рим», который проходил в Риме в Палаццо Поли.
В 2018 году Гузель Яхина стала автором «Тотального диктанта». Три текста для разных часовых поясов, названные «Утро», «День» и «Вечер», вошли в роман «Дети мои», который рассказывает о судьбе российского немца, школьного учителя, живущего в раннем СССР. Эта книга была удостоена в декабре 2019 года третьей премии «Большая книга».
В марте 2021 года был опубликован третий роман Яхиной, «Эшелон на Самарканд», — о детях голодающего Поволжья в 1921 году. Его первый тираж составил 75 тысяч экземпляров. В декабре 2022 года роман получил приз читательских симпатий, учреждённый премией «Большая книга».
В 2023 году переехала в Казахстан, живёт в Алма-Ате.
В марте 2025 года вышел четвёртый роман Яхиной, «Эйзен», — о Сергее Эйзенштейне.

## Политические взгляды
В конце февраля 2022 года Яхина резко высказалась против вторжения России в Украину в своей статье «Это не моя война», напечатанной в швейцарском издании «Наша газета»:

Сегодня российские танки идут по чужой земле. Я едва могу в это поверить. Внутреннее несогласие с этим так глубоко, что хочется выть…
Это не моя война. Я отказываюсь считать ее своей.

## Семья
У Яхиной есть дочь.

## Экранизации
- В 2019 году кинокомпанией «Русское» для телеканала «Россия 1» по роману «Зулейха открывает глаза» снят 8-серийный фильм с Чулпан Хаматовой в главной роли[18].

## Восприятие
Все книги Яхиной имеют успех у читателей: они издаются и переиздаются большими тиражами, а «Зулейха открывает глаза» стала полноценным бестселлером. Жюри всех основных российских премий отметили эти романы своими наградами. Специалисты в связи с этим отмечают, что премия «Большая книга» за дебютный роман — беспрецедентное явление. По данным на начало 2021 года, первый роман Яхиной издан на 30 языках, вся проза писательницы переведена более чем на 40 языков мира. В то же время диапазон оценок творчества Яхиной со стороны критиков довольно широк в диапазоне от определённо положительных до резко негативных.
Людмила Улицкая охарактеризовала роман «Зулейха открывает глаза» как «мощное произведение, прославляющее любовь и нежность в аду». Захар Прилепин назвал эту книгу «чисто по-человечески… просто хорошим романом. Убедительным, серьезным, глубоким, без перекосов в какую бы то ни было сторону». Ольга Брейнингер сравнила «Зулейху» по значимости с «Обителью» самого Прилепина, предположив, что с этих двух романов в истории русской прозы начинается качественно новый этап. Критик Анна Наринская отмечала, что, несмотря на недостаток многомерности у персонажей, «Зулейха» — «книга, которая, пусть кусками, представляет собой прямо-таки хорошую женскую прозу»; Павел Басинский, указав на жёсткую, минималистичную манеру письма Яхиной, охарактеризовал книгу как «сильное и даже мощное произведение», которое «втягивает в себя, как водоворот, с первых страниц».
Литературный критик Галина Юзефович в связи с первой книгой Яхиной отметила, что мастерство этой писательницы связано скорее с деталями, чем с сюжетной линией и общей идеей книги: «Крупный план — восторг, средний план — недоумение, ещё чуть дальше — и уже не видишь ничего, кроме абсолютной, идеально гладкой банальности». В романе «Дети мои», по мнению Юзефович, наряду с блестяще прописанными фрагментами есть пустоты, едва намеченные пунктиром, — эту особенность принято относить на счёт сценарного прошлого автора. При этом критик отмечает, что во втором романе по сравнению с первым манера письма Яхиной «стала несравненно более зрелой, умелой и профессиональной».
Павел Басинский оценил «Детей моих» как потенциальный бестселлер, в котором до совершенства доведена писательская техника с характерным для Яхиной приёмом — сочетать внешнюю заторможенность действия с внутренним психологическим напряжением. «Сила романа, — пишет Басинский, — в любви автора к своему скромному герою, иррациональной и потому пронзительной». Наталья Ломыкина, включившая «Детей моих» в свой список «20 главных книг 2018 года», отметила, что в основе романа — «интересная идея», которая, правда, утонула в живописных деталях «со всей её глубиной и гофмановским сказочным сюжетом». «Общую избыточность письма» и перенасыщенность метафор отметил и Владимир Панкратов, назвавший этот роман «ох как мастеровито, по всем правилам, но не слишком талантливо сделанным».
Кирилл Анкудинов считает, что у Яхиной часто можно встретить далёкие от реальности описания — от исторических событий до простых сцен: «Яхина — по своим несомненным знаниям и способностям — могла бы писать прекрасные „мистические детективы“. Она тогда обрела б себе немалую читательскую аудиторию (кстати, не только татарскую) и стала бы богатой, но не знаменитой. Точнее, знаменитой, но не в „высшем литературном свете“… Соображения престижа побудили Гузель Яхину высказываться о том, чего она не знает, в её ошибках виноваты не веяния беллетристики, а ложные установки „высокой литературы“».
Резко негативно оценивает творчество Яхиной писатель Юрий Поляков, уверенный, что её сочинения находятся «ниже уровня элементарных профессиональных навыков» и что первый роман был опубликован только благодаря помощи «серьёзных казанских руководителей». Популярность Яхиной Поляков связывает с «тотальной рекламой» её произведений из-за «имманентной или коммерческой… русофобии автора».
Сразу после выхода романа «Эшелон на Самарканд» самарский историк-краевед Григорий Циденков заявил, что сюжет романа «состоит из компиляции и пересказа с минимальными изменениями» публикаций его блога, и обвинил автора в плагиате. Он увидел в книге грубые исторические ошибки: речь там идёт о событиях 1923 года, тогда как эвакуация детей из голодающих районов Поволжья происходила двумя годами ранее; в 1923 году их уже начали перевозить обратно. Писательница в интервью газете «Комсомольская правда» отвергла обвинения Циденкова, а в «Новой газете» опубликовала расширенный комментарий с перечнем использованных ею источников. Большинство писателей и критиков, высказавшихся на эту тему, встало на сторону Яхиной: отмечалось, что Циденков не прочёл «Эшелон на Самарканд» перед тем, как его раскритиковать, и что архивные документы не являются объектом авторского права.
В ряде случаев книги Яхиной характеризуются как «антисоветские». Политолог Руслан Айсин охарактеризовал роман «Зулейха открывает глаза» как апологию бездуховности и предательства, поскольку молодой герой Юзуф берёт себе фамилию человека, который убил его отца, и ещё потому, что, по мнению критика, не показана настоящая страшная правда о лагерях того времени. Сама Яхина констатировала, что её обвиняли и в обелении, и в очернении прошлого России. По мнению историка Николая Эппле, писательница обращается к болезненным историческим темам, чтобы помочь российскому обществу проработать старые психологические травмы. Галина Юзефович пишет о схожих вещах — о «непротиворечивом совмещении в пространстве одной человеческой головы жуткой исторической правды о советской эпохе с не менее подлинными подвигами, достижениями и просто счастливыми воспоминаниями — персональными и семейными», о «приручении и доместикации» собственного прошлого. Такие попытки никого не могут оставить равнодушными — отсюда и популярность Яхиной, и обвинения в её адрес, в том числе выходящие за пределы литературной критики.
«Следует признать, — отмечает Юзефович, — что такого масштаба публичная ненависть — изнанка не менее жарких публичных поддержки и любви. А вместе они лишний раз доказывают и без того бесспорный факт: за пять лет, прошедших с момента выхода первого романа писательницы „Зулейха открывает глаза“, Гузель Яхина стала одним из сравнительно немногих в России по-настоящему народных авторов — со всеми преимуществами и неудобствами, присущими этой роли».

## Литературные премии
- 2015 — Лауреат премии «Книга года» («Зулейха открывает глаза»).
- 2015 — Лауреат премии «Ясная Поляна», номинация «XXI век» (за роман «Зулейха открывает глаза»).
- 2015 — Лауреат премии «Большая книга» за роман «Зулейха открывает глаза»[44][45].
- 2016 — Лауреат премии «Сирано», номинация «Лучший писатель».
- 2017 — Prix du magazine Transfuge de la rentrée littéraire, Франция, 2017[46].
- 2017 — Лауреат премии «Премия Читателя» (за роман «Зулейха открывает глаза»).
- 2018 — Лауреат премии проекта «Сноб» «Сделано в России — 2018» (за роман «Дети мои»).
- 2019 — 3-я премия «Большая книга» за роман «Дети мои»[11].

Государственные
- 2019 — Лауреат премии Правительства Российской Федерации.
- 2019 — Лауреат Межгосударственной премии СНГ «Звёзды Содружества»[47].

Иностранные
- 2019 — премия Иво Андрича (Республика Сербская, Андричград)[48].